# Carloman Louis François Félix, marquis Renouard de Sainte-Croix

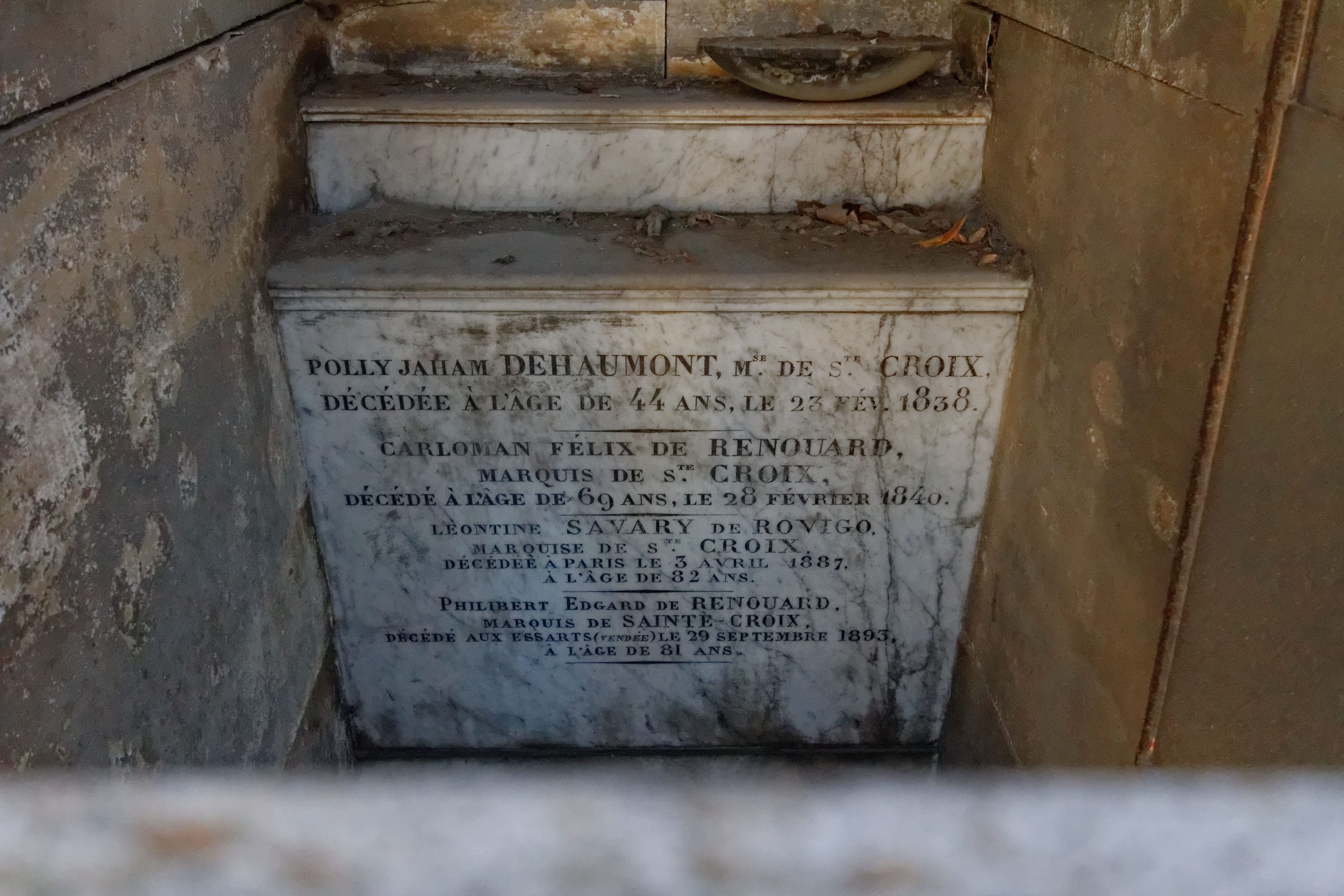
Plaque sur le tombeau familial de Carloman Louis François Félix, marquis Renouard de Sainte-Croix

Carloman Louis François Félix, marquis Renouard de Sainte-Croix (Besançon, 12 février 1773 - Paris, 28 février 1840) est un officier français. 

## Biographie
Officier de cavalerie émigré depuis 1791, il ne revient en France qu'en 1797 et est nommé chef du comptoir de Pondichéry après la signature du traité d'Amiens (1802). 
Parti avec l'escadre de l'amiral Linois, il est aussitôt fait prisonnier par les britanniques au moment de son arrivée à Pondichéry. Libéré en 1804, il se réfugie à Manille où il vit durant deux années. Il visite alors le pays et y participe à la réorganisation des armées alliées espagnoles. 
En 1807, il se rend à Canton et à Macao où il rencontre Pierre-Jacques Lemonnier de La Bissachère et Jean-Marie Dayot qui lui remet les cartes marines qu'il a dressées et lui démontre l'intérêt que la France aurait à renouer des liens avec Gia Long. 
Renouard gagne ensuite les États-Unis et revient en France en 1809 où il publie sa volumineuse relation de voyage, Voyage commercial et politique aux Indes orientales... qui est suivi de la Relation sur le Tonquin de La Bissachère. 
En 1813, Renouard est envoyé en mission aux États-Unis et aux Antilles par Jean-Pierre de Montalivet et est chargé en 1819 d'une commission de réforme de la législation des colonies. 
Il repart en mission en 1831 en Algérie où il doit étudier la possibilité d'établir des relations commerciales avec l'Afrique centrale. 
Il est inhumé au cimetière du Père-Lachaise (4e division).

## Distinction
- Chevalier de la Légion d'honneur, 25 août 1815[3].

## Publications
- Voyage commercial et politique aux Indes orientales, aux îles Philippines, à la Chine, avec des notions sur la Cochinchine et le Tonquin, pendant les années 1804, 1805, 1806 et 1807, 3 vol, 1810
- L'Hindoustan, ou Religion, mœurs, usages, arts et métiers des Hindous, 1816, sous le nom de Jean-Amable Pannelier
- Statistique de la Martinique, 1822
- Pétition à la Chambre des députés, à l'effet d'obtenir le paiement des dettes coloniales contractées principalement envers les habitants du sol français, 1828
- Mémoire sur l'établissement de remorqueurs à cônes sur le canal du Rhône au Rhin, 1836
- Des chemins de fer considérés comme moyen de défense du territoire français, 1837
- Mémoire sur la Chine adressé à Napoléon Ier, 2 vol, non datés

On lui doit aussi des traductions de l'espagnol et de l'anglais en français.